# Silvia Persico
Silvia Persico (Alzano Lombardo, 25 luglio 1997) è una ciclocrossista e ciclista su strada italiana che gareggia per l'UAE Team ADQ. Nella specialità del ciclocross ha vinto, ai campionati del mondo 2022 a Fayetteville, l'oro nella staffetta a squadre (evento test) e il bronzo individuale Elite; si è inoltre aggiudicata il titolo italiano Elite 2022 a Variano.

## Palmarès

### Ciclocross
- 2021-2022 (FAS Airport Services, tre vittorie)

Gran Premio Mamma e Papà Guerciotti (Cremona)
Campionati italiani, Elite (Variano)
Campionati del mondo, Staffetta a squadre (Fayetteville, con la Nazionale italiana)
- 2022-2023

Gran Premio Val Fontanabuona (San Colombano Certénoli)
Gran Premio Città di Vittorio Veneto (Vittorio Veneto)
Ciclocross del Ponte (Faè di Oderzo)
Gran Premio Internazionale CX Città di Jesolo (Jesolo)
Cyclocross Meilen (Meilen)
Campionati italiani, Elite (Roma)

### Strada
- 2022 (Valcar-Travel & Service, tre vittorie)

Gran Premio della Liberazione
Memorial Monica Bandini
4ª tappa La Vuelta Femenina (Palencia > Segovia)
- 2023 (UAE Team ADQ, una vittoria)

Freccia del Brabante
- 2024 (UAE Team ADQ, una vittoria)

Grand Prix du Morbihan Femmes

#### Altri successi
- 2021 (Valcar-Travel & Service)

Euganissima Flanders
- 2022 (Valcar-Travel & Service)

Classifica a punti La Vuelta Femenina

## Piazzamenti

### Grandi Giri
- Giro d'Italia

2017: 93ª
2018: 113ª
2022: 7ª
2023: 8ª
2024: 36ª
- Tour de France

2022: 5ª
2023: 14ª
2024: 69ª
- Vuelta a España

2023: 12ª

### Competizioni mondiali
- Campionati del mondo di ciclocross[1]

Bieles 2017 - Under-23: 20ª
Valkenburg 2018 - Under-23: 13ª
Bogense 2019 - Under-23: 4ª
Ostenda 2021 - Elite: 22ª
Fayetteville 2022 - Staffetta mista: vincitrice
Fayetteville 2022 - Elite: 3ª
Hoogerheide 2023 - Staffetta mista: 5ª
Hoogerheide 2023 - Elite: 4ª
- Coppa del mondo di ciclocross[1]

2016-2017 - Elite: 102ª
2019-2020 - Elite: 81ª
2020-2021 - Elite: 37ª
2021-2022 - Elite: 14ª
- Campionati del mondo di ciclismo su strada

Wollongong 2022 - In linea Elite: 3ª
Glasgow 2023 - Staffetta mista: 5ª
Glasgow 2023 - In linea Elite: 12ª
- Giochi olimpici

Parigi 2024 - In linea: 55ª
- Campionati del mondo gravel

Veneto 2023 - Elite: 2º

### Competizioni europee
- Campionati europei di ciclocross[1]

Tábor 2017 - Under-23: 8ª
Rosmalen 2018 - Under-23: 26ª
Silvelle 2019 - Elite: 22ª
Drenthe-Col du VAM 2021 - Elite: 9ª
- Campionati europei su strada

Drenthe 2023 - Elite: 5ª
- Campionati europei gravel

Italia 2024 - Elite: 2ª

## Riconoscimenti
- Oscar TuttoBici - categoria donne élite nel 2023[2]